# Narcotic (Liquido)
Narcotic è un singolo del gruppo musicale tedesco Liquido, pubblicato il 31 agosto 1998 come primo estratto dal primo album in studio Liquido.

## Tracce
CD singolo (Europa)
1. Narcotic (Radio Edit) – 3:52 (testo: Wolfgang Schrödl – musica: Wolfgang Schrödl, Tim Eiermann)
2. Amie – 3:16 (Tim Eiermann, Wolfgang Schrödl)

CD maxi-singolo (Australia, Europa)
1. Narcotic (Radio Edit) – 3:52 (testo: Wolfgang Schrödl – musica: Wolfgang Schrödl, Tim Eiermann)
2. Narcotic (Long Version) – 4:36 (testo: Wolfgang Schrödl – musica: Wolfgang Schrödl, Tim Eiermann)
3. Amie – 3:16 (Tim Eiermann, Wolfgang Schrödl)
4. Agree to Stay – 3:10 (Wolfgang Schrödl)

12" (Italia)
- Lato A

1. Narcotic (Long Version) – 4:36 (testo: Wolfgang Schrödl – musica: Wolfgang Schrödl, Tim Eiermann)

- Lato A

1. Narcotic (Radio Edit) – 3:52 (testo: Wolfgang Schrödl – musica: Wolfgang Schrödl, Tim Eiermann)

## Formazione
Gruppo
- Wolle Maier – batteria
- Stefan Schulte-Holthaus – basso
- Tim Eiermann – chitarra, voce
- Wolfgang Schrödl – tastiera, chitarra, voce

Altri musicisti
- Jem – programmazione moog
- Steffi Nerpel – voce aggiuntiva
- Roland Per – percussioni
- O.L.A.F. Opal – rumorismo, effetti sonori
- Daddy Seifert – fisarmonica

Produzione
- O.L.A.F. Opal – produzione, ingegneria del suono
- Liquido – produzione
- Peter "Jem" Seifert – montaggio digitale, ingegneria del suono
- Mario Thaler – ingegneria del suono
- Christoph Stickel – mastering

## Classifiche
| Classifica (1999) | Posizione massima |
| ----------------- | ----------------- |
| Australia         | 49                |
| Austria           | 1                 |
| Belgio (Fiandre)  | 5                 |
| Belgio (Vallonia) | 28                |
| Francia           | 21                |
| Germania          | 3                 |
| Italia            | 6                 |
| Norvegia          | 6                 |
| Paesi Bassi       | 7                 |
| Svezia            | 15                |
| Svizzera          | 2                 |